# Menhir von Feldengel
Der Menhir von Feldengel (auch als Der Lange Stein bezeichnet) ist ein Menhir in Feldengel, einem Ortsteil von Greußen im Kyffhäuserkreis in Thüringen.

## Lage
Der Stein befindet sich etwa 650 m nördlich von Feldengel und 100 m westlich der nach Holzengel führenden Straße direkt an einem Feldweg. Das Gelände fällt an dieser Stelle leicht nach Süden ab.

## Beschreibung
Der Menhir besteht aus Kalktuff. Er hat eine Höhe von 211 cm, eine Breite von 80 cm und eine Tiefe von 16 cm. Er ist plattenförmig und oben abgerundet. Im mittleren unteren Bereich der südlichen Breitseite weist er ein etwa faustgroßes Loch auf. Um dieses herum befinden sich weitere, kleinere Abplatzungen.

## Der Menhir in regionalen Sagen
Um den Stein ranken sich mehrere Sagen: So soll er die Landesgrenze zwischen den Fürstentümern Schwarzburg-Rudolstadt und Schwarzburg-Sondershausen markiert haben. Es soll sich außerdem um einen heiligen Stein handeln. Des Weiteren soll ein Offizier unter ihm begraben liegen. Britta Schulze-Thulin hält es außerdem für möglich, dass er ursprünglich die Bezeichnung „Feldengel“ trug und somit dem Ort seinen Namen gegeben hat.